# Kate Grenville

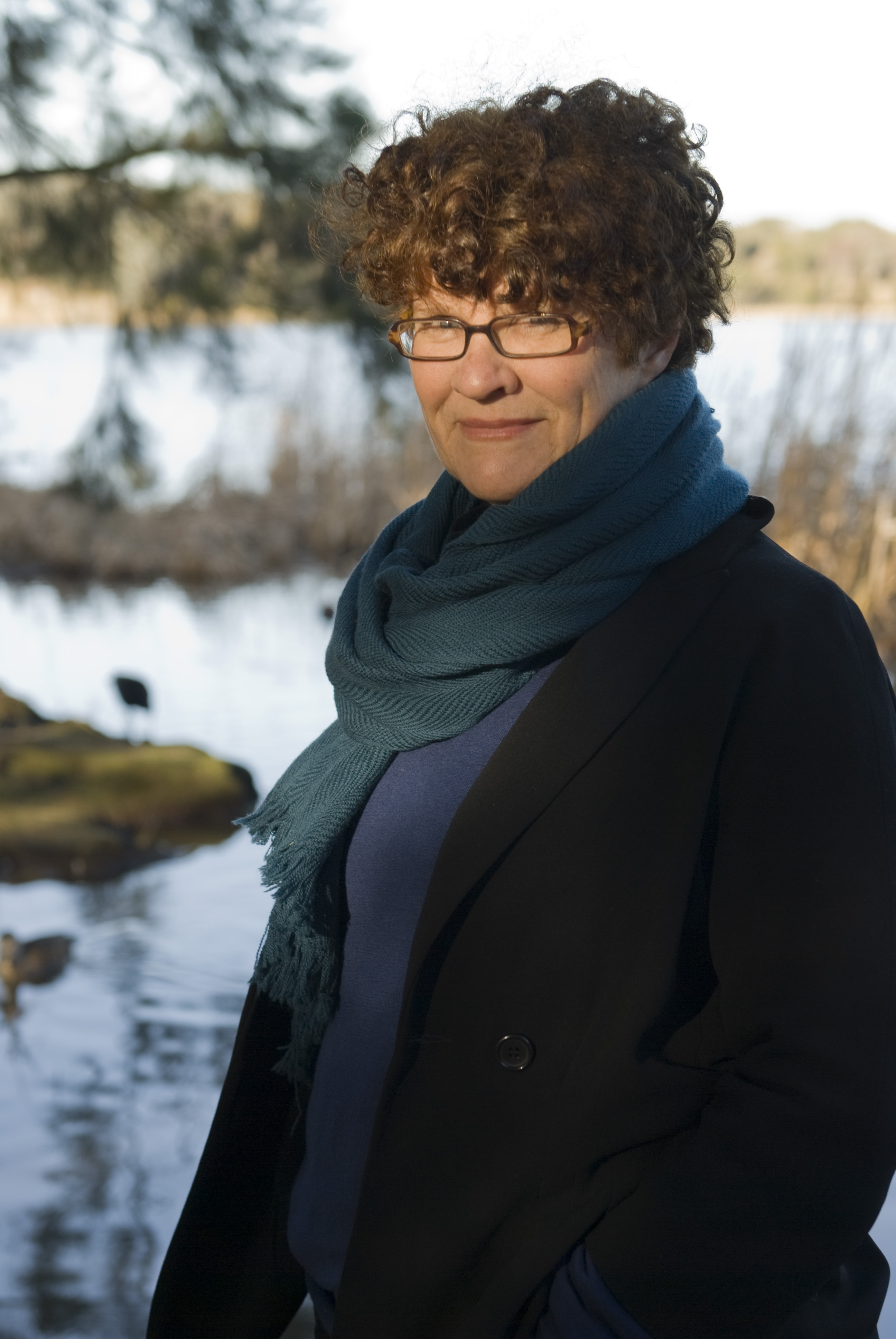
Kate Grenville

Catherine Elizabeth Grenville AO (* 14. Oktober 1950 in Sydney) ist eine australische Schriftstellerin.

## Leben
Kate Grenville studierte Kunst an der Universität von Sydney. Danach arbeitete sie bei Film Australia und später beim Fernsehsender SBS. 1986 verließ sie SBS, um sich ganz auf ihre Tätigkeit als Autorin zu konzentrieren. Ihr bislang bekanntester Roman Der verborgene Fluss wurde 2014 verfilmt.

## Werke
- Joan macht Geschichte. Rowohlt, Reinbek bei Hamburg 1991, ISBN 3-499-12979-5.
- The secret River. Text Publishing, Australia 2005, ISBN 1-920885-75-7.
  - Der verborgene Fluss. Bertelsmann, München 2006, ISBN 978-3-570-00867-6.
- Eine Ahnung von Vollkommenheit. Bertelsmann, München 2008, ISBN 978-3-570-00996-3.
- Der Sternenleser. Bertelsmann, München 2011, ISBN 978-3-570-10039-4.
- Sarahs Traum. Bertelsmann, München 2014, ISBN 978-3-570-10137-7.

## Auszeichnungen
- 2001: Orange Prize for Fiction für The Idea of Perfection (dt. Eine Ahnung von Vollkommenheit)
- 2006: Commonwealth Writers’ Prize für The Secret River (dt. Der verborgene Fluss)